# A rózsalovag
A rózsalovag Richard Strauss zenés játéka három felvonásban. Szövegét Hugo von Hofmannsthal írta.

## A rózsalovag kora

### A századforduló stíluskísérlete: a szecesszió
A műtörténet az 1892-es évet tekinti a "szecesszió" kiinduló pontjának. A müncheni képzőművészek egy csoportja: Stuck, Uhde, Keller s még jó néhányan – hátat fordítottak az akadémiának, a "fémjelzett" kiállító csarnokoknak, a konzervatív műbírálatnak, s magának a hivatalos hatalomnak, hogy saját lábukra állva valami új művészetet teremtsenek, mely a szecesszió, az akadémizmus paradicsomából való kivonulás jegyében megfiatalítja majd a század megrokkant, elvénült képzőművészetét. A szecesszió mint valami buja, melegházi légkörben tenyésző virág – túl illatosra, túl színesre, túlságosan pompásra sikerült. A szecesszió minden alkotása – lett légyen az festmény, műtárgy, épület, kerámia, szobor vagy grafika – valami különös parvenü színezetet öltött: az épülethomlokzatokat belepte a gipszből, csempéből, fémlapokból, üvegből, kovácsolt vasból remekelt díszítés; a festményeket át- meg átfonta a kígyózó, szeszélyesen örvénylő rajz és a szivárvány minden színében tündöklő kolorit. Feltámadtak a színes szobrok, megszülettek a különböző iparművészeti eljárások, amelyek gyári sokszorosítással idézték a hajdani mesterek remekeit, de mindez kissé talmi volt, olcsó és futószalagon gyártott: a reneszánsz-ot, barokkot, sőt: Hellast és Óegyiptomot utánzó műtárgyak díszei közül elővillant a védjegy, a trade mark, jelezve, hogy mindez tűnő visszfény csupán. Művész és iparművész dúskálva az új anyagokban, eljárásokban, technikai módszerekben, szinte feledi a műalkotás igazi lényegét: a forma, a dísz, a sallang, a külső burok feledteti a tartalmat, amely nem egyszer elsikkad egészen.
A szecesszió természetesen nem állt, nem is állhatott meg München falai között. Bécsben Gustav Klimt teremti meg a szecesszió csoportját, Berlinben Liebermann és Slevogt körül csoportosulnak a "hívek". Egy kultúra száradó, szikkadó, életnedvet mindinkább veszítő fáját hiába aggatják tele díszlevelekkel, művirágokkal: a hanyatlást nem akadályozhatja meg semmi sem.

## Szecesszió és irodalom
A századforduló képzőművészetének e jellegzetes vonásait hamarosan felleljük a többi művészet világában is. A díszek, sallangok, külsőségek rohamos elburjánzása nem idegen már az irodalomban sem. E melegházi művészet ható eszközeihez hozzátartozik a mindinkább elősompolygó erotika is. Az írók szívesen beszélnek azokról a témákról, amikről még a közelmúltban "nem volt illő" társalogni. Hogyan csattan el a konyha, vagy a cselédszoba fülledt csendjében az úrfi első csókja?! (Schnitzler: Reigen.) És az erotikus mondanivaló mellett kivirágzik valami különleges, szecessziós bölcselet is Oscar Wilde és – Friedrich Nietzsche nyomán. Mindez afféle bölcseleti görögtűz csupán, amely mögött csak űr van, ásítás és fáradt unalom. Aztán a századvégi erotika s a rakétázó bölcselet mellett feltűnik – valaha nagyon népszerű fogalom volt ez, manapság csak a lexikonok őrzik – az úgynevezett, "dekadens" szellem. Kívánatos a megtört pillantás, a halvány arc, s a vágyakozás, mely a nihil, a semmi felé kergeti az embert. És divatossá lesz – ez egyébként gyakori kísérője a nagy korszakfordulóknak – a múltba való visszakívánkozás is: hívogatnak Hellas kegyetlen és szépséges istenei… vonzó a renaissance, mely egyetlen erkölcsi normát, egyetlen isteni törvényt ismer: a szépség, a művészi tökély, a hibátlan nemes műtárgy törvényét. Szép a Borgiák kegyetlen mosolya, szép a bacchánsnők őrjöngő tánca, kik végül is elevenen tépik szét áldozatukat. Szép a napfényben izzó antik márványoltár, melyen rubintcseppként ragyog a frissen kiontott vér…
Persze a szecesszió írásművészetének is megvannak a maga kitűnő tehetségei. Talán legelsőként kell megemlítenünk Hugo von Hofmannsthalt.

## Hugo von Hofmannsthal (1874–1929)
Csodagyerekként tűnik fel az irodalomban. Történetét mondjuk el a kortárs, Stefan Zweig szavaival:
„Hermann Bahr gyakran mesélte nekem, mennyire csodálkozott, mikor folyóirata számára Bécsből egy dolgozatot kapott valami ismeretlen »Loris«-tól; sohasem kapott még sehonnan e föld kerekéről olyan cikket, amely ilyen szárnyaló, nemesvérű nyelven, ilyen gondolati gazdagságot szórt volna oda könnyű kézzel. Ki ez a Loris? Bizonyára valami idős ember, aki éveken és éveken át hallgatagon gyűjtötte megismeréseit és titokzatos cellai hallgatagságában a nyelv legelvontabb eszenciáját párolta le szinte kéjes varázslattá. Ilyen bölcs, ilyen Isten kegyelméből való költő él vele egy városban és sohasem hallott róla! Néhány nap múltán a találkozás meg is történt. Hirtelen könnyű és gyors léptekkel egy karcsú, simaképű, rövidnadrágos gimnazista lépett az asztalhoz, meghajolt és magas, még nem egészen mutáló hangon szűkszavúan és határozottan azt mondta: Hofmannsthal. Még esztendők múlva is izgalom fogta el Bahrt, ha akkori elképedéséről mesélt.”
Aztán sorra születnek meg Hofmannsthal alkotásai: Tegnap, Tizian halála, A balga és a halál, Elektra, Ödipusz és a szfinx, Akárki; az ő tolla alól került ki Richard Strauss legpompásabb szövegkönyve: A rózsalovag.

## A századforduló zenei világképe
Mi az a muzsika, mely ebben az erjedő korszakban, a 19-20. század fordulóján, a zenéért lelkesedő embert fogadja?
Természetesen mindenekelőtt: Richard Wagner.
Az az Európa, mely néhány évtizeddel előbb még gúnykacajba fojtotta a Tannhäuser párizsi bemutatóját, az a Bécs, mely alig néhány évvel korábban előadhatatlannak ítélte a Tristan-t, az a Berlin, mely sorra utasította vissza a mester legkiválóbb alkotásait és az a München, mely nem is olyan régen politikai botrányt kavart a Ring, a Lohengrin, vagy a Tannhäuser bemutatója körül: ugyanez a földrész és ugyanezek a metropolisok most gondosan feltérképezik a wagneri hagyaték minden szögletét, vezérmotívumtáblák születnek és rendkívül gondos kritikai kiadások, melyek el nem hanyagolnák Richard Wagner egyetlen kottazászlócskáját, crescendo jelét sem. De miközben Nibelheim árnyai megszállják a világ valamennyi operaszínpadát, és Wotan mennydörgő hangszerelése a földkerekség minden ifjú muzsikusát, zeneszerzőjét magával ragadja, egy másféle muzsika is kezd világszerte hódítani, s ez a gall szellem, a tiszta formálás zenéje: Bizet mediterrán ragyogással bűvölő művészete (Carmen) és Debussy pasztellesen puha impresszionizmusa. A századforduló zenei spektruma azonban nem volna teljes, ha csak az óriásokat látnók: Wagnert, Debussyt, Muszorgszkijt… Hiszen szerte a világban százával, ezrével épülnek és nyílnak meg az új zenei intézmények, melyeknek milliós közönsége "mindennapi zenét" követel, olyan muzsikát, mely a szédítő magasság és a visszarettentő mélységek kerülésével, jóravaló zenei szórakozást nyújt: az átlagpublikum igényeihez "szelídítve" az opera, az operett, a balett, a szimfónia, a szimfonikus költemény formáit és tartalmát.
Vessünk egy pillantást a fin de siècle, a századforduló rögtönzött évszámtáblázatára: hányféle szándék, hányféle dallam, a műformák, a stílusok milyen kusza szövevénye…
| 1890 | Saint-Saëns Mascagni                   | Sámson és Delila Parasztbecsület                     |
| 1891 | Gustav Mahler                          | I. szimfónia                                         |
| 1892 | Verdi Leoncavallo Johann Strauss       | Falstaff Bajazzók Pázmán lovag (daljáték)            |
| 1893 | Debussy                                | Egy faun délutánja Vonósnégyes                       |
| 1895 | Richard Strauss Ravel                  | Till Eulenspiegel Menuet antique                     |
| 1896 | Ravel Richard Strauss Puccini          | Mallarmé dalok Imigyen szóla Zarathustra Bohémélet   |
| 1897 | Hugo Wolf Rimszkij-Korszakov           | Michelangelo-dalok Sadko                             |
| 1898 | Ravel Glazunov                         | 2 epigrammes Raymonda (balett)                       |
| 1899 | Sullivan Debussy Richard Strauss Ravel | Perzsia rózsája (operett) Nocturnes Hősi élet Pavane |
| 1900 | Puccini                                | Tosca                                                |
| 1903 | Bartók Béla                            | Kossuth-szimfónia                                    |
| 1905 | Lehár Ferenc Richard Strauss           | A víg özvegy (operett) Salome                        |

## Szereplők
- Herceg Werdenberg tábornagyné (szoprán)
- Lerchenaui Ochs báró (basszus)
- Octavian (mezzoszoprán)
- Faninal (bariton)
- Sophie, a leánya (szoprán)
- Marianne (mezzoszoprán)
- Valzacchi (tenor)
- Annina (alt)
- Rendőrbiztos (basszus)
- A tábornagyné udvarmestere (tenor)
- Faninal udvarmestere (tenor)
- Jegyző (bariton)
- Vendéglős (tenor)
- Énekes (tenor)
- Fuvolás
- Fodrász
- Három nemesi árva (szoprán)
- Divatárusnő (szoprán)
- Leopold
- Állatkereskedő (tenor)
- lakájok, pincérek, hajdúk, vendégek, zenészek

## Diszkográfia
- Dame Elisabeth Schwarzkopf (A tábornagyné), Otto Edelmann (Ochs báró), Christa Ludwig (Octavian), Teresa Stich-Randall (Sophie); Philharmonia Ének- és Zenekar, vez. Herbert von Karajan (1956 – eredeti sztereó) EMI 5 67605 2 és 9 66824 2
- Anna Tomowa-Sintow (A tábornagyné), Kurt Moll (Ochs báró), Agní Bálca (Octavian), Janet Perry (Sophie); Bécsi Filharmonikus Zenekar, vez. Herbert von Karajan (1984) Deutsche Grammophon 477 9131